# Saina Nehwalová
Saina Nehwalová (* 17. března 1990 Hisár) je indická badmintonistka, pocházející z národa Džátů, bývalá světová jednička v ženské dvouhře a v září 2016 pátá hráčka světového žebříčku.
Vyhrála mistrovství světa juniorů v badmintonu 2008 a Hry Commonwealthu 2010, na mistrovství světa v badmintonu byla jejím nejlepším výsledkem účast ve finále dvouhry v roce 2015. S indickým ženským družstvem obsadila třetí místo na Asijských hrách 2014 a dvakrát byla třetí na Uber Cupu (2014 a 2016). V kariéře vyhrála dvaadvacet mezinárodních turnajů, z toho deset v kategorii BWF Super Series.
Třikrát reprezentovala v ženské dvouhře na olympiádě. V roce 2008 postoupila do čtvrtfinále a v roce 2012 získala historicky první olympijskou medaili pro indický badminton, když jí v zápase o třetí místo vzdala Číňanka Wang Sin. Na olympiádu 2016 přijela se zraněným kolenem a vypadla již v základní skupině po nečekané porážce s Marijí Ulitinovou z Ukrajiny.
V roce 2016 obdržela třetí nejvyšší indické státní vyznamenání Padma Bhušan.